# Bluefields
Bluefields es un municipio y una ciudad de la República de Nicaragua, cabecera de la Región Autónoma de la Costa Caribe Sur. Actualmente es sede administrativa del Gobierno Regional Autónomo de la Costa Caribe Sur.

## Geografía
Su posición geográfica está entre las coordenadas 12° 0′ 47″ de latitud Norte y 83° 45′ 55″ de longitud Oeste. La cabecera municipal está ubicada a 383 kilómetros de la capital de Managua (1 hora y 45 minutos de navegación, aproximadamente, en panga por el río Escondido hasta la ciudad de El Rama; 292 kilómetros desde esta ciudad hasta la capital de la República).
Tiene 4775 km², según la Ley de División Política Administrativa (DPA) de la República de Nicaragua. Su altitud es de 25 m s. n. m.

### Límites
Este municipio colinda al norte con el municipio de Kukra Hill, al sur con los municipios de San Juan del Norte y El Castillo, al este con el mar Caribe y al oeste con los municipios de Nueva Guinea y El Rama.

## Historia
Por lo general, se acepta que el origen de la ciudad de Bluefields está ligado a la presencia en Mosquitia de piratas europeos, súbditos de potencias enemigas de España, los que utilizaban el río Escondido para descansar, reparar averías y avituallarse, y justamente de allí deriva el nombre este río; para entonces, el territorio del actual municipio estaba poblado por los pueblos indígenas kukra y rama.
Fue uno de los muchos piratas que a principios del siglo XVII utilizaron Bluefields como base para atacar a los españoles. En 1602 uno de estos soldados de fortuna escogió la bahía de Bluefields como centro de operaciones por sus ventajas tácticas, el neerlandés Abraham Blauvelt o Bleeveldt, y de él se deriva el nombre de la ciudad y por extensión del actual municipio.
Existe acuerdo acerca de que los negros africanos aparecieron en estas costas a partir de 1641, cuando naufragó en los Cayos Miskitos una nave portuguesa que iba hacia Jamaica y que transportaba esclavos.
A partir del asentamiento original, la bahía empezó a poblarse; los súbditos ingleses irrumpieron en 1633 y a partir de 1666 ya estaban organizados en colonias, lo que tuvo como consecuencia que para 1705 ya hubieran autoridades constituidas y que en 1730 la colonia de Bluefields pasara a depender de la colonia británica de Jamaica. Para esto, fue decisiva la alianza de los ingleses con la etnia misquita, a la que proporcionaron armamento que les facilitó sojuzgar a las otras etnias de la costa caribeña.
En 1740 los misquitos cedieron al Reino Unido la soberanía sobre el territorio, y para 1744 se organizó el traslado de colonos ingleses desde Jamaica hacia La Mosquitia, los que trajeron consigo esclavos negros; además, también se instalaron ciudadanos franceses. La zona fue una superintendencia británica hasta 1786, cuando Inglaterra evacuaron tras la Convención de Londres; los súbditos ingleses abandonaron las islas, pero los españoles no tomaron posiciones firmes en ellas. Más tarde, los ingleses establecieron plantaciones de esclavos alrededor de Bluefields. Los ingleses fueron expulsados en 1787 pero los esclavos permanecieron y se convirtieron en la base de la población criolla actual.

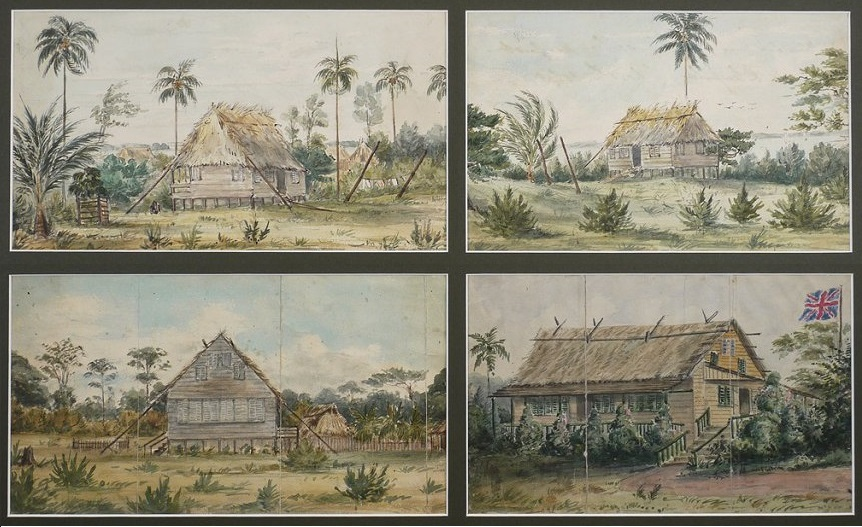
Bluefields (1845) como capital del protectorado británico de Costa de Mosquitos

Con la independencia del Virreinato de Nueva Granada, la zona de la Costa de los Mosquitos pasó a formar parte de la Gran Colombia hasta su disolución en 1831. Luego pasó a formar parte de la República de la Nueva Granada (actual Colombia), hasta que mediante el tratado Esguerra-Bárcenas el Estado colombiano cede el territorio formalmente a Nicaragua. Después de la liberación de los esclavos caribeños en 1834, llegaron más criollos a Bluefields. Los ingleses que habían sido durante mucho tiempo aliados de los indios misquitos, establecieron un consulado en Bluefields a principios de la década de los años 1840.
En 1844, el rey de los indios miskitos trasladó la capital de Sandy Bay a Bluefields. En septiembre de 1846 llegó un grupo de más de 100 colonizadores alemanes de Königsberg, asistidos por el cónsul británico Patrick Walker. La iglesia morava se instaló en 1847, y en 1860 fue creada la Reserva de la Mosquitia, por el Tratado de Managua. La ciudad de Bluefields fue declarada capital de esa reserva.
Por otra parte, a esta costa seguían llegando, durante gran parte del siglo XIX, esclavos procedentes de Jamaica que buscaban con esta emigración librarse de dicha esclavitud.
El esquema de «europeización» de los indígenas se completó para la década de los años 1880, cuando británicos y estadounidenses expandieron la producción de cáñamo, y en menor medida del banano y la madera, creando una economía de enclave; por la suma de estos factores, Bluefields era ya para 1890 una ciudad de carácter cosmopolita, con una intensa actividad comercial.
El crecimiento económico también trajo consigo un marcado proceso de diferenciación social, por el cual las razas y etnias se distribuían espacial y laboralmente: en la cúpula la población blanca representaba los intereses de las empresas extranjeras; los mulatos y zambos se desempeñaban como artesanos y obreros; los negros encontraban lugar en trabajos de fuerza y resistencia, y la población indígena era utilizada como criados y para otros trabajos menores. Pese a esto, todas las diferentes razas y estratos consumían marihuana de forma libre, sin ningún tipo de restricción.

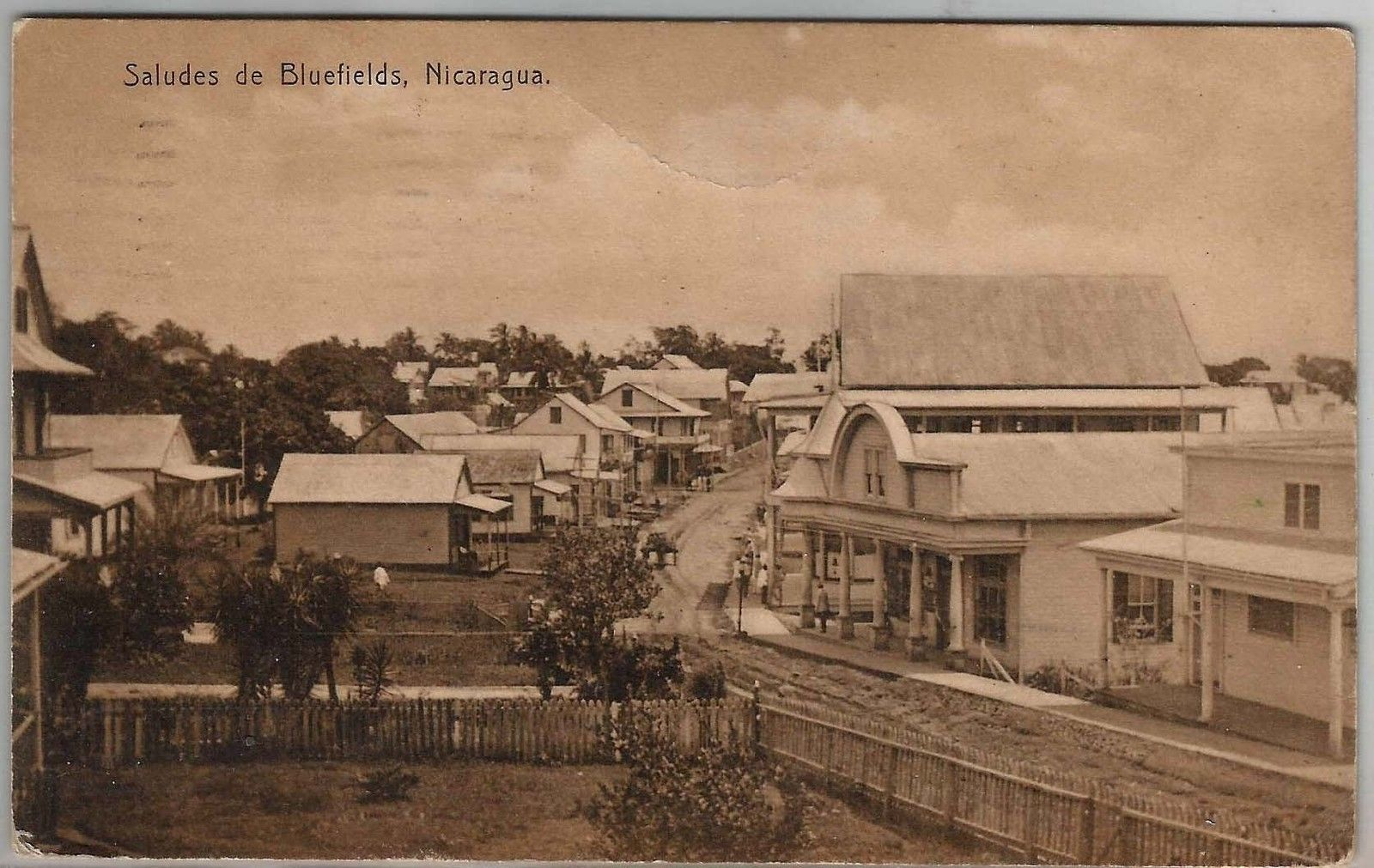
Bluefields en torno al año 1910.

A fines del siglo XIX, Bluefields creció rápidamente como un centro comercial para el desarrollo de las industrias estadounidenses del banano, el coco, el caucho, la silvicultura y la minería. Durante este tiempo, Bluefields continuó siendo la capital del pueblo miskito hasta 1894 cuando Nicaragua anexó formalmente el área y expulsó al Jefe Misquito. Al año siguiente, Bluefields se convirtió en la capital del recién formado departamento de Zelaya.
En 1894 el gobierno de Nicaragua incorporó la Mosquitia al territorio nacional, extinguiendo la monarquía misquita, y el 11 de octubre de 1903 Bluefields fue elevada al rango de ciudad y cabecera del departamento de Zelaya.
Bluefields fue azotada por el huracán Joan en octubre de 1988, cuando más de 4000 casas fueron destruidas.

## Clima
Según la clasificación climática de Köppen, Bluefields presenta un clima de selva tropical con vientos alisios (Köppen Af). Hay un período más seco de febrero a abril, pero los vientos alisios aseguran que, a diferencia de la costa del Pacífico de Nicaragua, la lluvia aún cae con frecuencia durante este período. Durante el resto del año, cuando domina la baja presión tropical, las lluvias son extremadamente intensas, ayudadas por la forma de la costa de tal manera que intercepta los vientos del sur que prevalecen durante el verano del norte.

## Organización territorial
La ciudad está situada al lado de la bahía del mismo nombre, compuesta por 17 barrios, incluyendo el puerto de El Bluff, ubicado en una península del mismo nombre. Debido a la erosión gradual de la península se está convirtiendo en una verdadera isla que cierra la bahía de Bluefields, en el lado este. 
Bluefields tiene varios barrios en el casco urbano y localidades o comunidades rurales:
Barrios en el casco urbano: Santa Rosa, Central, San Mateo, Pointeen, Fátima, Tres Cruces, Ricardo Morales, Old Bank, San Pedro, Teodoro Martínez, 19 de Julio, Pancasán, Punta Fría, Nueva York, El Canal y Loma Fresca.
Localidades rurales: Cuenca del Río Escondido, Cuenca del Río Maíz, San Nicolás, La Fonseca, Rama Cay, San Luis, Caño Frijol, Torsuani, Long Beach, Dalzuno, Cuenca del Río Indio, Río Maíz, Guana Creek, Nueva Chontales, Neysi Ríos, La Palma, Subcuenta Caoba, Krisinbila, Subcuenca Caño Negro, Río Kama, El Bluff, Las Mercedes, Monkey Point, El Corozo, Cuenca Punta Gorda, Dalzuno Caño, Hallouver, Villa Hermosa, San Ramón, Río Cama (El Cilicio), Saint Brown, La Virgen, San Mariano, La Pichinga, Musulaine, Caño Blanco, Aurora (San Francisco), Kukra River, Delirio de Kukra River y Barra de Punta Gorda.

## Demografía
Bluefields tiene una población actual de 58 633 habitantes. De la población total, el 48% son hombres y el 52% son mujeres. Casi el 96,2% de la población vive en la zona urbana.
El idioma oficial de Bluefields es el español, pero un número significativo (alrededor de 10%) de nativos de Bluefields tienen como lengua materna al inglés criollo nicaragüense (Nicaraguan Creole English). Alrededor del 15 % de los nativos de ciertos municipios que conforman la Costa Caribe Sur son bilingües, es decir que hablan español e inglés criollo, y en Corn Island, alrededor del 10 % de los isleños no habla español, únicamente inglés criollo nicaragüense, lo que ha supuesto una gran desventaja a la hora de interactuar con el resto de nicaragüenses en el continente.

## Infraestructura

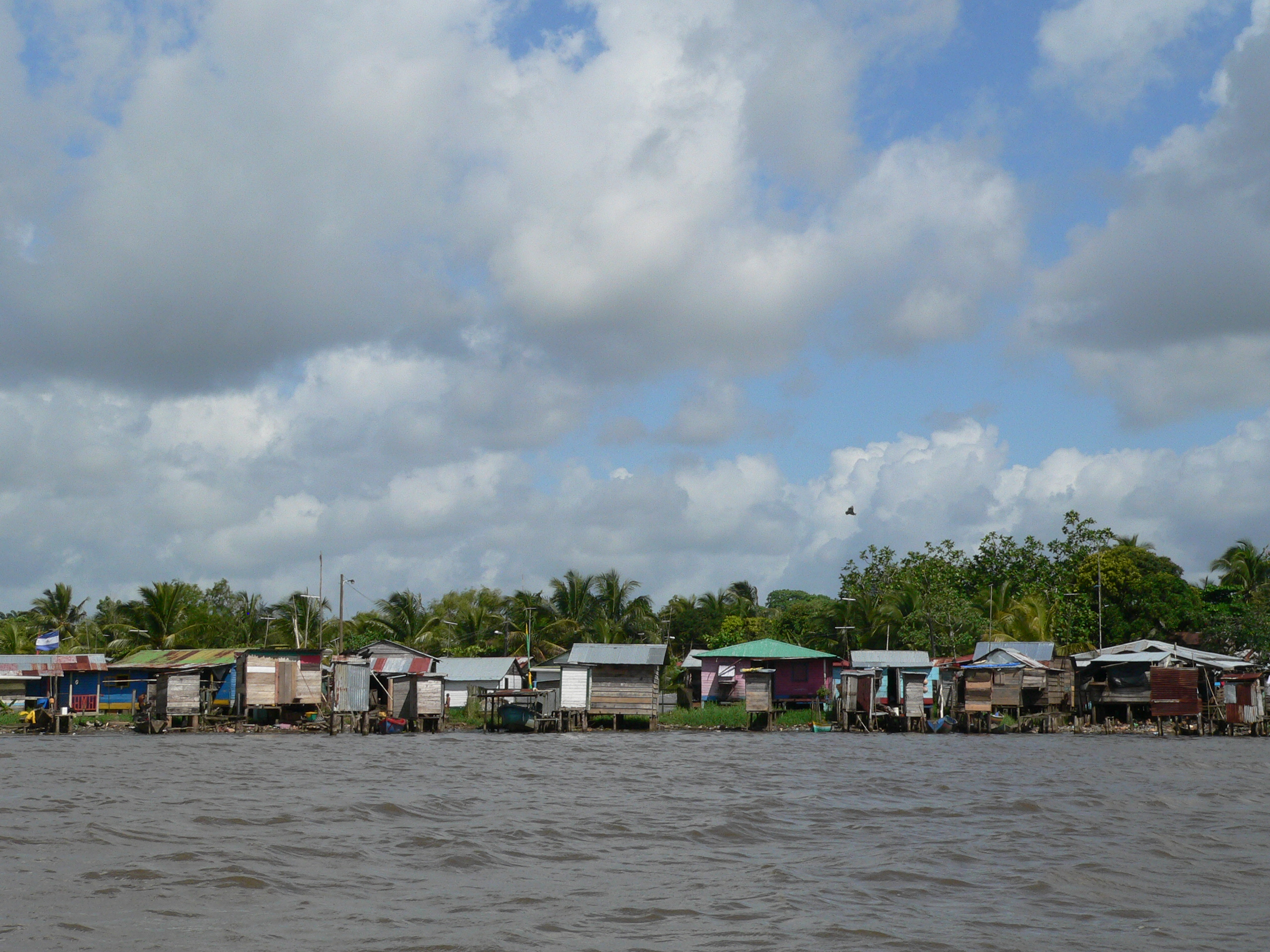
Casas rurales en Bluefields.

El Grupo Mitchell & Asociados Cía. Ltda. es una empresa privada multidisciplinaria que ha generado empleos y reduce la tasa de desempleo en la región; su filial, Texatlansur, reduce los costos de adquisición de la ropa al por mayor también desde su firma consultora Asesoría & Proyectos Grupo Mitchell. Estos han apoyado a las microempresarias de la rama textil vestuario para ser beneficiarias del proyecto del Banco Mundial, Prodemipyme, desde la empresa Mayaya Benkos, que es la primera línea de ropa afrocaribeña esta empresa le está dando un rescate a la cultura afrodescendiente que vive en Bluefields.
BlueEnergy es una ONG francoestadounidense que produce energía eólica y la distribuye a las comunidades más lejanas de la región, además próximamente iniciará el desarrollo de un proyecto de agua potable y saneamiento ambiental para las comunidades alejadas.

## Transporte

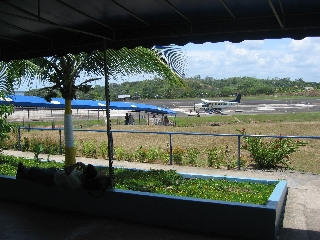
Aeropuerto de Bluefields

Actualmente la ciudad de Bluefields tiene conexión terrestre con la red vial pavimentada de Nicaragua y su capital, Managua, con la reciente construcción de la carretera Nueva Guinea-Bluefields, terminándose así con el aislamiento de más de cien años de dicha ciudad por vía terrestre, lo que encarecia los costos del transporte y los productos de consumo masivo en dicha ciudad para la población en general.
Antes de la construcción de la carretera Nueva Guinea-Bluefields los visitantes solían volar al aeropuerto de Bluefields o tomar un autobús desde Managua y otras ciudades para tomar una panga por el río Escondido desde el municipio de El Rama, a la que se puede acceder desde Managua en autobús y así finalmente llegar a Bluefields. Se puede llegar a lugares cercanos de Bluefields en barco. 
Bluefields es la segunda ciudad portuaria más importante del país en la costa caribeña, después de Puerto Cabezas.

## Educación
Actualmente hay tres universidades en Bluefields. Una es la Bluefields Indian and Caribbean University (BICU) (Sede Central), otra es la Universidad de las Regiones Autónomas de la Costa Caribe Nicaragüense (URACCAN) y por último la Universidad Martin Lutero (UML)

## Hermanamiento
Tiene hermanamiento con:
| - Montevideo |